# Amor descarado
Amor descarado es una telenovela producida por Telemundo RTI  para Telemundo en el año 2003. Es una versión de la exitosa telenovela chilena Amores de mercado. Está protagonizada por José Ángel Llamas en el papel de los gemelos y tiene a Bárbara Mori y a Ivonne Montero como protagonistas femeninas y cuenta con las participaciones antagónicas de Víctor González, Lupita Ferrer y Riccardo Dalmacci.  

## Argumento
Pedro Solís y Rodolfo Fuentemayor son dos hombres que viven vidas completamente opuestas. Pedro, a quien todos llaman Pelluco, es un hombre pobre que vive en un humilde barrio de Miami junto a su madre Matilde y su hermana Yesenia. Su padre, Epigmenio Solís "El Chamoy" es un presidiario. Trabaja como mesero en el restaurante de un mercado y su carácter es alegre y extrovertido. En cambio Rodolfo es un hombre rico, vive en una lujosa mansión y es el presidente de una exitosa empresa de inversiones. Su carácter es frío y serio. Pero ambos tiene algo en común, ya que son físicamente idénticos. Pelluco y Rodolfo son dos hermanos gemelos que fueron separados al nacer por su propio padre y que han vivido vidas completamente opuestas. Pero un día ambos hermanos coinciden casualmente cuando Rodolfo sufre un accidente y Pelluco, que presenció el accidente lo ve por primera vez. Ese accidente provoca que ambos hermanos intercambien sus vidas y cada uno empieza a vivir la vida del otro, Pelluco de manera voluntaria y Rodolfo debido a que queda amnésico por el accidente. En sus nuevas vidas aparecen dos mujeres. Pelluco conoce a Fernanda Lira, una bella mujer que trabaja en la misma empresa que Rodolfo y, además, es su prometida. Pelluco se enamora a primera vista de ella, provocando que él decida suplantar a Rodolfo y, por otro lado, Rodolfo conoce a Betsabé Galdamés, una joven humilde que trabaja como recepcionista en una central de táxis y es vecina de Pelluco. Betsabé siempre ha estado enamorada de él pero nunca fue correspondida hasta que Rodolfo aparece en su vida. Ambos gemelos intercambian vidas y amores.

## Elenco
- José Ángel Llamas como Pedro 'Pelluco' Solís / Rodolfo Fuentemayor
- Bárbara Mori como Fernanda Lira
- Ivonne Montero como Betsabé Galdames
- Víctor González como Ignacio Valdez
- Isela Vega como Nora Sánchez
- Lupita Ferrer como Morgana Atal
- José Bardina como Mr. Clinton
- Gabriela Roel como Matilde García
- Veranetthe Lozano como Elena Rivas "Chamoyada"
- Riccardo Dalmacci como Epigmenio "Chamoy" Solís
- Roberto Moll como Camilo Fuentemayor
- Joaquín Garrido como Eliodoro Galdames
- Mara Croatto como Chantal Burgos
- Jeannette Lehr como Pastora Alicia Rubilar
- Virna Flores como Jennifer Rebolledo
- José Luis Franco como Guadalupe “Lupe”
- Paulo César Quevedo como Jonathan Muñoz
- Verónica Terán como Mónica Peralta
- Pedro Moreno como Rubén García
- Mónica Guzmán como Esmeralda Peralta
- Silvana Arias como Constanza 'Coni' Valdéz
- Mariana Huerdo como Topacio Peralta
- Kenya como Yesenia Solís
- Melvin Cabrera como Abel Galdames Rubilar
- Christian Tappan como Basilio Concha
- Laura Términi como Miryam
- Alexa Kuve como Ivonne Altamira
- Roberto Levermann como Homero Silva
- Carla Rodríguez como Vicky
- Josué Gutiérrez como Bernardo
- Gladys Cáceres como Corina
- Adrián Mas como Dino
- Rolando Tarajano como Ciego Ahumada
- Sabas Malaver como Poncio
- Chao como Inspector Pérez Peña
- Jorge Alberti como Gustavo Bertuol.
- Sergio March como José María
- Juan Márquez como Barman
- María Celeste Arrarás como ella misma
- Amelia Vega como ella misma

## Muertes
1.	Viudo Valenzuela: Muere estando en su casa después de que hiciera la picardía maravillosa con Esmeralda. Muere al atragantarse con un pedazo de pollo. Muere capítulo 7. 
2.	El tío Viagra: Muere estando en la calle de camino a su casa después de que hiciera la picardía maravillosa con Esmeralda. Muere de un infarto al corazón. Muere capítulo 15. 
3.	David Coperhill: Muere al caer de una rampa en su coche después de que hiciera la picardía maravillosa con Esmeralda. Muere en un accidente automovilístico. Muere capítulo 54.
4.	Maniclla: Muere estando en su recámara con Esmeralda durmiendo después de hacer la picardía maravillosa en la tina con Esmeralda. Esmeralda lo asesina por error estrangulándolo accidentalmente. Muere capítulo 60. 
5.	Inspector Perez Peña: Muere estando haciendo su trabajo después de que hiciera la picardía maravillosa con Esmeralda. Es asesinado en un tiroteo. Muere capítulo 74.
6.	Esmeralda Peralta: Muere al entrar en un estado de locura y decidir sacrificarse para acabar con la maldición de las Peralta para que sus hermanas sean felices con los hombres que aman. Se suicida ahogándose en el mar. Muere capítulo 111. 
7.	Epigmenio Chamoy Solis: Muere estando en el banco después de que llegara el cara de perro a asaltar el banco y le quitara su dinero a Chamoy cuando llega la policía. Es asesinado por la policía abatiéndolo a tiros. Muere capítulo 114. 

## Castigos
1.	Chantal Burgos: Se va del país cuando por fin entiende que Rodolfo no la ama a ella si no a Betsabe. Capítulo del castigo 110.
2.	Ignacio Valdez: Termina en la cárcel después de que se descubriera el fraude que cometió en la empresa de Camilo aparte de haber querido de asesinar a Pelluco pensando que era Rodolfo. Capítulos del castigo 115. (Gran Final).
3.	Morgana Atal:Después de que Vicky le contara toda la verdad a Don Camilo y el la echara de la mansión Fuente Mayor y se queda con sirviente después de que lo confesará que tenía mucho dinero guardado de todos sus servicios en la mansión. Capítulo del castigo 115 (Gran Final)

## Versiones
- Amores de mercado (versión original de 2001), producción de TVN, fue protagonizada por Álvaro Rudolphy y Angela Contreras.
- Hey...Yehii To Haii Woh! (2004), una producción de Star One.
- Mia stigmi duo zoes (2007), una producción de Mega Channel.
- Pauwen en reigers (2008), una producción de RTV West.
- Mi gemela es hija única (2008), una producción de Telecinco, fue protagonizada por Alejandra Lorente, Sabrina Praga y Carlos García.
- ¿Quién es quién? (2015), una producción de Telemundo protagonizada por Eugenio Siller, Danna Paola y Kimberly Dos Ramos con Jonathan Islas el rol de antagónico.[1][2][3]
- Como tú no hay dos (2020), una producción de Televisa protagonizada por Adrián Uribe, Claudia Martín y Estefanía Hinojosa, con Ferdinando Valencia y Aylín Mújica en los roles antagónicos.
- Nuevo Amores de mercado (2024): Es una nueva adaptación chilena realizada por Mega, que compró los derechos a TVN a inicios de 2024. Estrena el lunes 25 de noviembre de 2024  y es protagonizada por Pedro Campos Di Girolamo, Francisca Walker, Simón Pešutić y Fernanda Salazar